# علي طحان
علي طحان هو ممثل وممثل صوت لبناني.

## فيلموغرافيا

### أفلام
- ناجي العلي. 1992

### تلفاز
- عين الجوزة. 2015
- باب المراد. 2014
- سنعود بعد قليل. 2013
- عز الدين القسام - ظافر

### مسرحيات
- ويلن لأمة[2]

### أدوار الدبلجة
- ثانوية الاستخبارات
- المختار الثقفي - شمر بن ذي الجوشن